# Trifurcula baldensis
Trifurcula baldensis là một loài bướm đêm thuộc họ Nepticulidae. Loài này có ở Monte Baldo in Ý.
Ấu trùng ăn Genista radiata.